# 惣持
惣持（そうじ、天福元年（1233年）- 正和元年（1312年））は真言律宗の僧侶。字は日浄房。叡尊の甥と伝えられている。

## 略歴
大和国の出身である。寛元2年（1244年）、西大寺にいた叡尊の弟子になる。その後、西琳寺の長老となってその再興に努める。その間にも建長3年（1251年）に『四分律注比丘尼戒本』を撰集、康元元年（1256年）には法華寺にて『転女性経』を開版するなど、女性・尼僧の教化に生涯を捧げた。また、中宮寺を尼寺として再興して、信如を住持に迎えた。